# Максимов Микола Антонович
Мико́ла Анто́нович Макси́мов (1905, місто Київ — розстріляний 22 вересня 1938, Київ) — український радянський партійний діяч, 2-й секретар Київського обкому КП(б)У, 1-й секретар Організаційного бюро ЦК КП(б)У по Житомирській області. Депутат Верховної Ради СРСР 1-го скликання.

## Біографія
Народився в родині робітника-залізничника. У 1916 році закінчив двокласну залізничну школу в місті Кишиневі. У вересні 1918 — серпні 1920 р. — ремонтний робітник, учень слюсаря 22-ї дільниці шляху на станції Губник Південно-Західної залізниці, у вересні 1920 — серпні 1925 р. — слюсар 14-ї дільниці шляху Південно-Західної залізниці. У 1921 році вступив до комсомолу.
Член РКП(б) з квітня 1925 року.
У вересні 1925 — січні 1926 р. — інструктор дільничного комітету профспілки залізничників станції Київ Південно-Західної залізниці. У лютому 1926 — серпні 1927 р. — секретар Січневого районного комітету комсомолу (ЛКСМУ) міста Києва.
У вересні 1927 — лютому 1928 р. — червоноармієць 46-ї стрілецької дивізії, 33-ї артилерійської дивізії РСЧА.
У березні — червні 1928 р. — секретар Січневого районного комітету комсомолу (ЛКСМУ) міста Києва.
У липні 1928 — лютому 1930 р. — секретар партійного колективу КП(б)У транспортної кооперації Південно-Західної залізниці у Києві. У березні 1930 — січні 1932 р. — інструктор з транспорту Київського міського комітету КП(б)У.
У лютому — грудні 1932 р. — заступник начальника Київського обласного управління шосейних і ґрунтових доріг та автомобільного транспорту.
У січні — грудні 1933 р. — завідувач організаційного відділу Таращанського районного комітету КП(б)У Київської області. У січні 1934 — січні 1935 р. — секретар Троянівського районного комітету КП(б)У Київської області.
У лютому 1935 — липні 1937 р. — 1-й секретар Базарського районного комітету КП(б)У Київської області.
У липні — серпні 1937 р. — завідувач відділу партійних кадрів Київського міського комітету КП(б)У.
У липні — вересні 1937 р. — 2-й секретар Київського обласного і міського комітетів КП(б)У.
У вересні 1937 — лютому 1938 р. — 1-й секретар Організаційного бюро ЦК КП(б)У по Житомирській області. З лютого 1938 р. — у розпорядженні ЦК КП(б)У в Києві.
Заарештований 23 квітня 1938 року. Розстріляний 22 вересня 1938 року в Києві.